# Hyphydrus sumatrae
Hyphydrus sumatrae är en skalbaggsart som beskrevs av Régimbart 1880. Hyphydrus sumatrae ingår i släktet Hyphydrus och familjen dykare. Inga underarter finns listade i Catalogue of Life.